# Macross 82-99
MACROSS 82-99 (так же マクロス MACROSS 82-99 или MACROXX 82-99) — мексиканский продюсер электронной музыки и ди-джей из Мехико, родом из Осаки, Япония. Его музыка сочетает в себе элементы пландерфоники, диско, джаз-фьюжн, хаус, хип-хоп и сити-поп, и обычно пользуется видеоиграми, японской поп-культурой, а также аниме 80-х и 90-х, особенно Сейлор Мун, в качестве эстетических приёмов. Альбомы Macross 82-99 2013 годаネオ東京(англ.: Neo Tokyo) и SAILORWAVE, наряду с музыкальной когортой Saint Pepsi Hit Vibes , обычно упоминаются как отправная точка для поджанра вейпорвейва «фьючер-фанк», который сочетает в себе производство на основе семплов подход и визуальный язык вейпорвейва с отражением французского хауса и танцевальной музыки. Сочетание «82-99» в сценическом имени артиста относится к аниме «Гиперпространственная крепость Макросс» . Картина Нобору Исигуро, которая фонически и визуально вдохновила проект, транслировалась в 1982 году, когда как сюжет происходил в 1999 году.

## Карьера
Музыка MACROSS 82-99 была описана как «где образцы J-pop и диско встречаются с обволакивающей атмосферой и эстетикой вейпорвейва». Он сотрудничал с такими артистами, как Юнг Бэ, Сара Мидори Перри и композитор Ranma ½ Хидехару Мори. Трек Macross 82-99 «Fun Tonight», ремикс на запись Арменты 1983 года «I Wanna Be With You», набрал более 15 миллионов прослушиваний в Spotify. До удаления с YouTube-канала Artzie Music, «Fun Tonight» набрала более 10 миллионов просмотров при нескольких перезаливов на платформу. В составе Sailor Team, музыкального коллектива будущих фанк и тек-фанк продюсеров, MACROSS 82-99 гастролировал по Азии и Северной Америке.

## Музыкальная дистрибуция
За исключением альбома [夏日] 2013 года, выпущенного ограниченным тиражом на кассете с раздельным альбомом вместе с Architecture in Tokyo’s Summer Paradise под лейблом Business Casual, все ранние синглы и проекты были доступны исключительно для потоковой передачи и в виде цифровых копий на бесплатных и платных музыкальных платформах типа «плати сколько хочешь», такие как SoundCloud и Bandcamp, наряду с загрузкой видео на YouTube. С 2017 года, с переизданием A Million Miles Away на кассете, гонконгский музыкальный лейбл Neoncity Records выпустил несколько альбомов ограниченным тиражом на кассетах, виниле и компакт-дисках под влиянием возрождения виниловых пластинок в 2010-х годах и с желанием привнести культуру кассетного вейпорвейва в будущую фанк-сцену. Основатель и владелец лейбла Дэви Лоу заявил, что именно успех этого релиза убедил его заняться своим лейблом как законным бизнесом.

## Дискография
| Год  | Заголовок                             | Лейбл                        | Содействующие исполнители                                                                                            |
| ---- | ------------------------------------- | ---------------------------- | --- |
| 2013 | ネオ東京                              | KEATS // COLLECTIVE          | PROUX, SOUL BELLS, Lé Real 現実                                                                                      |
| 2013 | Sailorwave                            | Fortune 500 Neoncity Records | Dinosaurus Rex, Saint Pepsi                                                                                          |
| 2014 | A Million Miles Away                  | Neoncity Records             | Сара Бонито, Soul Bells, Beat Poems, Rollergirl, mothica, Lancaster, Andrew Walker (обложка альбома)                 |
| 2015 | CHAM!                                 | Neoncity Records             | Kokayna, Timid Soul, Diana Shroomy, Libano, Strider Kun, ローマンRoman, Andrew Walker (обложка альбома)              |
| 2017 | ア イ ド ル 、 さ く ら Idols, Sakura | Саморелиз                    | Lotus Cloud, Lé Real, Night Tempo, Пунипуниденки, Необычные успокоительные, Самси, Чиеко                             |
| 2017 | Sailorwave II                         | Neoncity Records             | Kamei, Punipunidenki, Lé Real, Desired, Aritus, Night Tempo, Yung Abe, UPPER (мастеринг), Davy Law (обложка альбома) |
| 2018 | Nakatomi Tower (A Xmas Album)         | Саморелиз                    | |
| 2020 | Shibuya Meltdown                      | Neoncity Records             | TORIENA, SHUUU, Vantage, Puniden                                                                                     |
| 2022 | Sailorwave III                        | Neoncity Records             | Neon Vectors, Chieko, Emi Aramaki, Vantage                                                                           |

| Год  | Заголовок                                            | Лейбл               | Содействующие исполнители                              |
| ---- | ---------------------------------------------------- | ------------------- | ------------------------------------------------------ |
| 2013 | «R E F R E S H I N G [マクロスMACROSS 82-99 REBOOT]» | Саморелиз           | Infinity Frequencies                                   |
| 2013 | [夏日]                                               | Business Casual 87' |                                                        |
| 2013 | «CITY»                                               | Artzie Music        | Architecture in Tokyo                                  |
| 2014 | «私は愛に ハイです — Yung Bae [マクロス 82-99 Edit]» | Саморелиз           | Yung Bae                                               |
| 2014 | «Selfish High Heels»                                 | Neoncity Records    | Yung Bae, Harrison                                     |
| 2015 | «セーラーチーム»                                     | Саморелиз           | Kitty, RyeRye                                          |
| 2016 | Jutsu EP                                             | Саморелиз           | コンシャスTHOUGHTS                                     |
| 2016 | «If I Ran Into You»                                  | DaFuture            | Yung Abe                                               |
| 2017 | «Шаблон:As written Own Way (MACROSS 82-99 Remix)»    | Саморелиз           | Yung Abe, CrClub, Chieko Crisalys (album artwork)      |
| 2017 | «Your Body (MACROSS 82-99 Remix)»                    | Саморелиз           | Chieko, Crisalys (album artwork)                       |
| 2017 | «City Pop»                                           | Саморелиз           | Lé Real                                                |
| 2017 | «Sakura»                                             | Саморелиз           | Punipunidenki, Lé Real                                 |
| 2017 | «Aogashima Island !»                                 | Саморелиз           | Crisalys (album artwork)                               |
| 2018 | «Fresh !»                                            | Саморелиз           | Flamingosis                                            |
| 2018 | Summer Touch                                         | Neoncity Records    | Flamingosis, Morning, Neon Vectors, R4wone (mastering) |
| 2018 | «Brighter Days»                                      | Саморелиз           | O D I (album artwork)                                  |
| 2019 | «Pixel Bomb»                                         | Саморелиз           |                                                        |
| 2019 | «Pocari Lips»                                        | Саморелиз           |                                                        |
| 2019 | «Party!»                                             | Саморелиз           | SHUUU                                                  |
| 2020 | Sendagi Collection                                   | Neoncity Records    | Vantage                                                |
| 2020 | «Plástico Amor»                                      | Саморелиз           | AnnieK                                                 |
| 2020 | «Night Ride (Macross 82-99 Remix)»                   | Neoncity Records    | Emi Aramaki                                            |
| 2020 | «Love 4 You»                                         | Neoncity Records    |                                                        |
| 2022 | «Two of a Kind»                                      | Саморелиз           | Neon Vectors                                           |
| 2021 | «Konnichiwa»                                         | Саморелиз           |                                                        |

| Год  | Заголовок                | Лейбл            | Содействующие исполнители                                                                            |
| ---- | ------------------------ | ---------------- | --- |
| 2014 | Summer Paradise / [夏日] | Business Casual  | architecture in tokyo                                                                                |
| 2018 | Sailits!                 | Neoncity Records | Night Tempo, Nanidato, Desired                                                                       |
| 2019 | Otaku Spirit Sessions    | Нет лейбла       | Yasutaka Mizunaga, Fumitaka Anzai, Hideharu Mori, Mimi Izumi Kobayashi, Night Tempo, Desired, Tanuki |

| Год  | Заголовок                         | Лейбл     |
| ---- | --------------------------------- | --------- |
| 2014 | MIX 4 AMDISCS                     | AMDISCS   |
| 2017 | Live! As played in Monterrey 2017 | Саморелиз |